# Lara Jenkins
Pour plus de détails, voir Fiche technique et Distribution.
Lara Jenkins (Lara) est un film dramatique allemand réalisé par Jan-Ole Gerster, sorti en 2019.

## Synopsis
Viktor, pianiste, doit donner un concert décisif pour sa future carrière en jouant sa première composition, le soir du soixantième anniversaire de sa mère, Lara Jenkins. Celle-ci devrait en être heureuse mais elle vit seule dans son immeuble du Hansaviertel. Alors qu'elle envisage de se jeter par la fenêtre, le matin de son anniversaire, des policiers sonnent à la porte pour lui demander de se rendre disponible comme témoin pour une perquisition au domicile d'un voisin dont le fils est soupçonné de trafic de drogue. 
Lara commence la journée en retirant son solde bancaire puis en achetant les quelques billets restants pour le concert de son fils. Elle paraît petite à côté du grand poster de son fils. Elle se rend à son ancien lieu de travail où elle dirigeait un service.  Le personnel la respectait tout en la détestant. Elle raconte à son successeur que son travail lui déplaisait mais qu'elle l'effectuait consciencieusement. Elle distribue des billets de concert à ses anciens collègues. Elle retrouve son ancien professeur de piano au conservatoire, Reinhoffer, et lui offre aussi un billet pour le concert de son fils. Elle en distribue à des personnes qu'elle rencontre par hasard. Elle essaie à plusieurs reprises de contacter son fils mais il ne répond pas.
On apprend que Lara voulait se lancer dans une carrière de pianiste et était incroyablement ambitieuse mais son professeur la décourage. Elle interrompt alors subitement sa formation de pianiste et entame une carrière de fonctionnaire. Elle se consacre à l'éducation musicale de son fils Viktor. Bien que Viktor ait des aptitudes, il doute de ses capacités quand sa mère le dévalorise. Il déménage pour vivre avec sa grand-mère et évite sa mère.
Lara tente de rencontrer son fils avant le concert mais son ex-mari l'en dissuade, craignant l'influence défavorable qu'elle aurait sur leur fils. Lara se rend chez sa mère qui ne lui fait pas un bon accueil. Elle regarde la partition écrite par son fils au moment où il arrive chez sa grand-mère. Elle critique insidieusement sa composition qu'il doit jouer le soir, jetant un doute dans l'esprit de Viktor.
Lorsque le concert débute, au lieu d'interpréter avec l'orchestre sa composition, il joue seul une pièce de Chopin. Il est largement applaudi par le public. Reinhoffer avoue apprécier sa technique. Encouragé par son père à l'entracte, Viktor décide d'interpréter sa composition. Pendant le morceau, Lara quitte la salle. Le concert est un succès. Viktor remercie publiquement sa mère à qui il doit ce succès. Revenue à la salle de concert, Lara tente de parler à son fils mais elle est interrompue par de nombreuses personnes venant le féliciter.
Après le concert, Lara apprend de Reinhofer qu'elle avait elle-même du talent. Ses propos démotivants avaient pour but de la pousser à réagir pour exprimer sa personnalité. Retournée dans la tour du Hansaviertel, Lara se tient à nouveau devant la fenêtre ouverte puis regarde l’ancien emplacement de son piano. Elle se rend chez son voisin qui possède un piano et commence à jouer avec virtuosité.

## Fiche technique
- Titre original : Lara
- Titre français : Lara Jenkins
- Réalisation : Jan-Ole Gerster
- Scénario : Blaz Kutin
- Directeur de la photographie : Frank Griebe
- Montage : Isabel Meier, Guillaume Guerry
- Décors : Kade Gruber, Francis Kiko Soeder
- Costumes : Anette Guther
- Musique : Arash Safaian
- Producteurs : Marcos Kantis, Michal Pokorny, Martin Lehwald, Kalle Friz et Isabel Hund
- Société de production : Schiwago Film (Berlin) / coproduction : StudioCanal GmbH (Berlin)
- Sociétés de distribution : StudioCanal GmbH (Allemagne) et KMBO (France)
- Pays d'origine : Allemagne
- Langue originale : allemand
- Format : couleur
- Genre : drame
- Durée : 98 minutes
- Dates de sortie :
  - République tchèque : 30 juin 2019 (Karlovy Vary)
  - Suisse : 27 septembre 2019 Zurich)
  - Canada : 1er octobre 2019 Vancouver)
  - Allemagne : 7 novembre 2019
  - France : 26 février 2020

## Distribution
- Corinna Harfouch : Lara Jenkins
- Tom Schilling : Viktor Jenkins, le fils de Lara
- André Jung : Herr Czerny, le voisin du dessous de Lara
- Volkmar Kleinert : Reinhofer, l'ancien professeur de piano de Lara
- Rainer Bock : le père de Viktor
- Gudrun Ritter : la mère de Lara
- Edin Hasanovic : Sascha Czerny, le fils délinquant d'Herr Czerny
- Hildegard Schroedter : Marion, la revêche secrétaire de mairie
- Mala Emde : Johanna, la petite amie de Viktor, qui étudie le violon
- Kathleen Morgenmeyer : Katharina, une employée de la mairie
- Maria-Victoria Dragus : Clara Tobi, une des personnes invitées au concert par Lara
- Mark Filatov : Tobi, son mari
- Friederike Kempter : la vendeuse de la boutique
- Birge Schade : Rebecca
- Johann von Bülow : le policier Fauser
- Alexander Khuon : le policier Walter
- Annika Meier : la femme à la caisse au concert
- Leon Wenzel : le jeune élève pianiste
- Tina Pfurr : la femme dans les toilettes pour dames
- Steffen Jürgens : Jürgen

## Production

### Genèse
Lara Jenkins est réalisé par Jan-Ole Gerster après son premier succès Oh Boy qui a reçu six Lolas. Le scénario est écrit par l'auteur, photographe et cinéaste slovène Blaž Kutin dont Gerster dit qu'il est tombé amoureux immédiatement après l'avoir lu : « Cela ressemblait à quelque chose de familier que j'aurais aimé écrire moi-même ». Comme Oh Boy, Lara Jenkins se déroule en une journée à Berlin,. Dans le scénario original de Kutin, l'histoire se déroule à Ljubljana parce que Blaz est slovène et y vit toujours lorsqu'il commence à l'écrire. Avec la transposition dans une autre ville, quelques modifications mineures ont été nécessaires. Lara Jenkins est produit, comme son film précédent, par Marcos Kantis pour Schiwago Film, en coproduction avec Studiocanal.

### Musique
De nombreux extraits de musique classique sont joués et utilisés dans la film. De plus la diffusion à de nombreuses reprises de la chanson Il jouait du piano debout de Michel Berger par France Gall ponctue l'histoire.

## Distinctions

### Récompenses
- Festival international du film de Karlovy Vary 2019 : prix spécial du jury  et prix de la meilleure actrice pour Corinna Harfouch
- Festival de cinéma européen des Arcs 2019 : prix du Jury Presse

### Nomination
- Deutscher Filmpreis 2020 : meilleur film